# Ганнібал Алхас
Ганнібал Алхас (*17 червня 1930  —14 вересня 2010) — сучасний художник, викладач, мистецтвознавець, поет, перекладач Ірану ассирійського походження.

## Життєпис
Походив з культурної родини. Син ассирійського письменника Рабі Адаї Алхаса. Його стрийком був Джон Алхас — один з двох відомих ассирійських поетів XX ст. Народився в 1930 році в Керманшасі, де отримав початкову освіту. Потім разом з батьками мешкав в Ахвазі та Тегерані, оскільки Рабі Алкаї Алхас працював митником. Здобув середню освіту у школі Фіруза Бахрама, одному із найдавніших навчальних закладів Тегерану. У віці 14 років захопився живописом. Перші уроки отримав від професора мініатюр Джафара Педгара.
У 1951 році Ганнібала відправлено до США, де той до 1953 року спочатку вивчав медицину, потім перейшов на філософській факультет університету Лойола в Чикаго. 1954 року поступив до Чиказького художнього інституту, який закінчив у 1958 році.
У 1959 році після смерті батька повернувся до Ірану, де почав викладати малювання, графіку, історію мистецтва в Тегеранській школі мистецтв. Водночас відкрив художню галерею «Гільгамеш», в якій виставлялися молоді іранські художники. Він був директором «Гільгамеша» протягом 2 років.
У 1963 році переїхав до США, де в коледжі Монтічелло (штат Іллінойс) став головою арт-відділу. У 1969 році повернувся до Ірану, де до 1981 року викладач в Тегеранському університеті. 1981—1988 роках викладав в ісламському університеті Азад. Його учнями були Барам Дабері, Масуд Сааді, Насрулла Мослемані, Після Ісламської революції 1978 року увійшов до виконавчого комітету Спілки письменників та Спілки художників Ірану. У 1985 року після початку гонінь нової влади на представників мистецтва залишив країну та перебрався до США.
У 2010 році помер у м. Турлок (штат Каліфорнія, США) від раку.

## Творчість
Був прихильником символізму, був першим в Ірані майстром фігурного живопису. В доробку Алхаса є близько 100 картин та ілюстрацій для 20 книг. Його роботи були представлені на 100 персональних і 200 колективних виставках в Ірані, Європі, Канаді, Австралії та США.
Також складав поеми, сонети, трирядкові неримові вірші, часто гумористичного змісту, ассирійською новоарамейською мовою. Загалом їх в його доробку близько 1000.
Він є перекладачем багатьох віршів ассирійською та перською мовами та з ассирійської. Також є автором 4 книг про художню освіту. Протягом 1974—1978 років писав щомісячні критичні статті про мистецтво.